# 2000 PH30
2000 PH30, também escrito como 2000 PH30, é um objeto transnetuniano (TNO) que está localizado no disco disperso, uma região do Sistema Solar. Ele possui uma magnitude absoluta (H) de 7,8 e, tem um diâmetro estimado com cerca de 121 km, por isso existem poucas chances que o mesmo possa ser classificado como um planeta anão, devido ao seu tamanho relativamente pequeno.

## Descoberta
2000 PH30 foi descoberto no dia 05 de agosto de 2000 pelo astrônomo M. J. Holman.

## Órbita
A órbita de 2000 PH30 tem uma excentricidade de 0.500 e possui um semieixo maior de 76.567 UA. O seu periélio leva o mesmo a uma distância de 38.253 UA em relação ao Sol e seu afélio a 114.882.